# Sabrina (filme de 1954)
Sabrina é um filme norte-americano de comédia dramática e romance de 1954 dirigido por Billy Wilder, adaptado para as telas por Wilder, Samuel A. Taylor e Ernest Lehman da peça Sabrina Fair de Taylor. O filme é estrelado por Humphrey Bogart, Audrey Hepburn e William Holden. Este foi o último filme de Wilder lançado pela Paramount Pictures, encerrando um contrato comercial de 12 anos com a empresa. O filme foi selecionado para preservação no National Film Registry dos Estados Unidos pela Biblioteca do Congresso em 2002.

## Sinopse

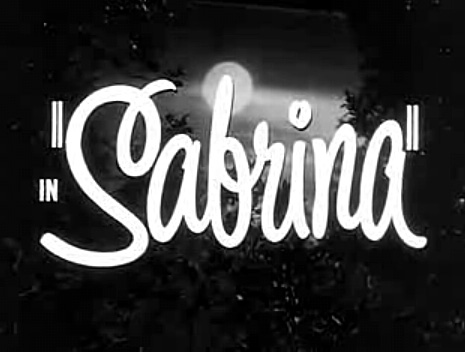
Abertura do filme

Dois irmãos oriundos de uma poderosa família norte-americana Larrabee, Linus, empresário incansável, e David, playboy incorrigível, conheciam Sabrina, a filha do motorista. Ela regressa à mansão dos Larrabee, após passar dois anos em Paris. A moça sempre fora apaixonada pelo playboy e eles começam um romance mas se acontecesse um provável casamento, uma lucrativa fusão ficaria prejudicada. Assim, para o bem dos negócios da família, o irmão empresário decide intervir mas acaba por também se apaixonar por ela.

## Elenco

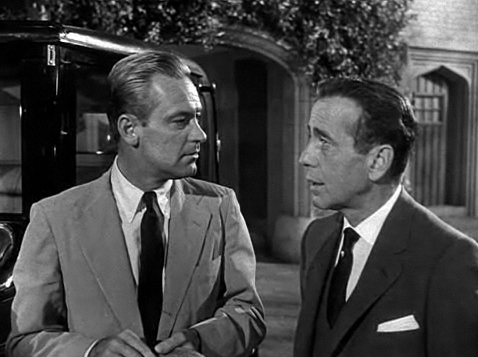
Holden e Bogart

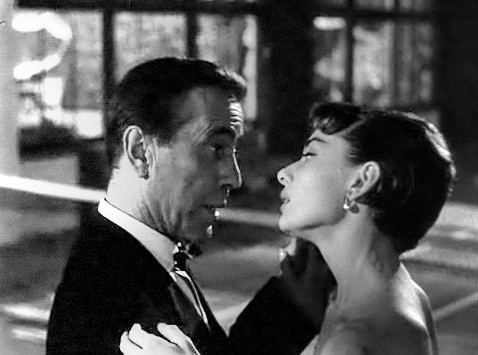
Bogart e Hepburn

- Humphrey Bogart como Linus Larrabee
- Audrey Hepburn como Sabrina Fairchild
- William Holden como David Larrabee
- John Williams como  Thomas Fairchild
- Walter Hampden como  Oliver Larrabee
- Nella Walker como Maude Larrabee
- Martha Hyer como Elizabeth Tyson
- Marcel Dalio como Baron St. Fontanel
- Marcel Hillaire como o professor
- Ellen Corby como a senhorita McCardle
- Francis X. Bushman como Mr. Tyson
- Joan Vohs como Gretchen Van Horn

## Canções
Numa cena, Hepburn canta "La vie en rose", canção romântica tornada famosa pela cantora francesa Édith Piaf que a lançou em 1946. Noutro momento do filme, quando os protagonistas velejam, é ouvido um disco antigo com a canção "Yes! We Have No Bananas" (a primeira gravação é de 1922) e Hepburn repete os versos do refrão em cenas seguintes.

## Produção
Inicialmente, Cary Grant foi considerado para o papel de Linus, mas ele recusou, e o papel foi assumido por Bogart. Mais conhecido por interpretar detetives e aventureiros durões.
Bogart originalmente queria que sua esposa Lauren Bacall fosse escalada como Sabrina. Ele reclamou que Hepburn exigia muitos takes para acertar seu diálogo e apontou sua inexperiência. Bogart ficou muito infeliz durante as filmagens, convencido de que ele estava totalmente errado com esse tipo de filme, louco por não ser a primeira escolha de Wilder, e não gostando de Holden e Wilder. Wilder começou a filmar antes do roteiro terminar, e Lehman estava escrevendo o dia todo para completá-lo. Eventualmente ele terminava uma cena pela manhã, entregava durante o almoço, e as filmagens começava à tarde.
Embora Edith Head tenha ganho um Oscar de Melhor Figurino, a maioria dos figurinos de Hepburn teria sido criada por Hubert de Givenchy e escolhida pessoalmente pela mesma. Em uma entrevista de 1974, Head afirmou que ela era responsável pela criação dos vestidos, com inspiração em alguns desenhos de Givenchy que Hepburn gostava, mas que ela fez mudanças importantes, e os vestidos não eram de Givenchy. Após a morte de Head, Givenchy afirmou que o icônico vestido de cocktail preto de Sabrina foi produzido na Paramount sob a supervisão de Head, mas afirmou que era o seu design. O filme começou uma associação ao longo da vida entre Givenchy e Hepburn. Foi relatado que quando Hepburn visitou Givenchy pela primeira vez em Paris, ele supôs que fosse Katharine Hepburn em seu salão.

### Locais de filmagens
O local usado para retratar a mansão da família Larrabee em Glen Cove, Nova York, foi "Hill Grove", a casa de George Lewis em Beverly Hills, Califórnia. Esta mansão foi demolida mais tarde durante os anos 60. O local usado para retratar a estação de trem Glen Cove foi Glen Cove (estação LIRR), que é uma estação de trem ao longo da Oyster Bay Branch da Long Island Rail Road. O prédio da 30 Broad Street, no distrito financeiro de Manhattan, foi usado como local para a sede da empresa Larrabee.

## Prêmios e indicações
Sabrina foi indicado a doze prémios, tendo vencido em cinco ocasiões, entre elas:

### BAFTA
| Ano  | Categoria      | Receptor     | Resultado |
| ---- | -------------- | ------------ | --------- |
| 1955 | Melhor Roteiro | Billy Wilder | Venceu    |

### Globo de Ouro
| Ano  | Categoria              | Receptor       | Resultado |
| ---- | ---------------------- | -------------- | --------- |
| 1955 | Melhor Atriz Britânica | Audrey Hepburn | Indicado  |

### Oscar
| Ano  | Categoria                               | Receptor                                         | Resultado |
| ---- | --------------------------------------- | ------------------------------------------------ | --------- |
| 1955 | Melhor Diretor                          | Billy Wilder                                     | Indicado  |
| 1955 | Melhor Atriz                            | Audrey Hepburn                                   | Indicado  |
| 1955 | Melhor Roteiro Adaptado                 | Billy Wilder, Samuel Taylor e Ernest Lehman      | Indicado  |
| 1955 | Melhor Fotografia – Preto e Branco      | Charles Lang, Jr.                                | Indicado  |
| 1955 | Melhor Direção de Arte – Preto e Branco | Hal Pereira, Walter Tyler, Sam Comer e Ray Moyer | Indicado  |
| 1955 | Melhor Figurino – Preto e Branco        | Edith Head                                       | Venceu    |

## Refilmagem
Em 1995, foi filmado um remake de Sabrina, protagonizado por Harrison Ford, Julia Ormond e Greg Kinnear no papel originalmente interpretado por Humphrey Bogart, Audrey Hepburn e William Holden, respectivamente. Recebeu o mesmo título, Sabrina.